# ناشطة حق تصويت المرأة
ناشطة حق تصويت المرأة أو منادية بمنح المرأة حق الاقتراع (بالإنجليزية: Suffragette)‏ هو مصطلح كان يُقصد به عضو في منظمات النساء العسكريات في أوائل القرن العشرين، والتي خاضت كفاحًا لمنح المرأة الحق في التصويت في الانتخابات العامة تحت شعار «أصوات للنساء»، وما يُعرف باسم حق النساء في التصويت. حاليًا المُصطلح يعود بشكلٍ خاص إلى أعضاء الاتحاد الاجتماعي والسياسي للمرأة في المملكة المتحدة، وهي حركة نسائية فقط، تأسست في 1903 بواسطة إميلين بانكيرست والتي دعت إلى عصيان مدني.
كانت ناشطة حق تصويت المرأة عضوًا في المنظمات النسائية المتشددة في أوائل القرن العشرين والتي حاربت تحت راية «أصوات للنساء» من أجل حق التصويت في الانتخابات العامة، المعروفة باسم حق النساء في التصويت. يشير المصطلح بشكل خاص إلى أعضاء الاتحاد الاجتماعي والسياسي للمرأة البريطانية (دبليو إس بي يو)، وهي حركة للنساء فقط أسستها إيمِلاين بانكهرست في عام 1903، والتي شاركت في العمل المباشر والعصيان المدني. صاغ مراسل يكتب في صحيفة ديلي ميل مصطلح ناشطة حق تصويت المرأة للاتحاد الاجتماعي والسياسي للمرأة البريطانية في عام 1906، لمنادي حق المرأة في التصويت، وذلك للتقليل من شأن النساء اللواتي يدافعن عن حق النساء في التصويت. اعتنق المتشددون الاسم الجديد، حتى اعتمدوه للاستخدام بمثابة عنوان للصحيفة التي نشرها الاتحاد الاجتماعي والسياسي للمرأة.
حصلت المرأة على حق التصويت في عدة بلدان بحلول نهاية القرن التاسع عشر؛ أصبحت نيوزيلندا في عام 1893 أول دولة ذات حكم ذاتي تمنح حق التصويت لجميع النساء اللواتي يبلغن أكثر من 21 عامًا. عندما لم تكن النساء في بريطانيا قد حصلن على حق التصويت بحلول عام 1903، قررت إيمِلاين بانكهرست أن على النساء «القيام بالعمل بأنفسهن»؛ أصبح شعار الاتحاد الاجتماعي والسياسي للمرأة «أفعال، لا كلمات». تحدثت ناشطات حق تصويت المرأة بكلماتٍ ضد السياسيين، وحاولن اقتحام البرلمان، وهُوجمن وتعرضن للاعتداء الجنسي خلال صدامهن مع الشرطة، وغللن أنفسهن، وحطمن النوافذ، وأشعلن النار في صناديق البريد وفرغن المباني، ووضعن القنابل لتدمير الكنائس والممتلكات، وواجهن الغضب والاستهزاء في وسائل الإعلام. وعندما سُجنّ، أضربن عن الطعام، وردت الحكومة عليهم بإطعامهن بالقوة. كانت هيلدا بوركيت أول ناشطة حق تصويت المرأة أُطعمت بالقوة. تصدر خبر وفاة واحدة من ناشطات حق تصويت المرأة، إميلي دافيسون، التي ركضت أمام حصان الملك إبسوم ديربي في عام 1913، عناوين الصحف حول العالم. حظيت حملة الاتحاد الاجتماعي والسياسي للمرأة على مستويات متفاوتة من الدعم من حركة ناشطة في حق تصويت المرأة؛ تشكلت مجموعات انفصالية، بل ولم يدعم جميع الأعضاء ضمن الاتحاد الاجتماعي والسياسي للمرأة نفسها العمل المباشر.
عُلّقت حملة ناشطة حق تصويت المرأة عندما اندلعت الحرب العالمية الأولى في عام 1914. أعطى قانون تمثيل الشعب لعام 1918 حق التصويت للنساء اللواتي فوق سن الثلاثين ممن استوفين مؤهلات معينة في الملكية بعد انتهاء الحرب. اكتسبت النساء بعد عشر سنوات حق المساواة في الانتخابات مع الرجال عندما أعطى قانون تمثيل الشعب (حقوق امتياز متساوية) لعام 1928 جميع النساء حق التصويت في سن الحادية والعشرين.

## خلفية

### حق النساء في التصويت
على الرغم من أن جزيرة مان (التابعة للتاج البريطاني) قد حرمت النساء اللواتي امتلكن الحق في التصويت في الانتخابات البرلمانية (تينوالد) في عام 1881 من التصويت، كانت نيوزيلندا أول دولة ذات حكم ذاتي تمنح جميع النساء الحق في التصويت في عام 1893، حيث سُمح للنساء اللواتي يبلغن أكثر من 21 عامًا بالتصويت في جميع الانتخابات البرلمانية. حققت المرأة في جنوب أستراليا نفس الحق وأصبحت المرأة الأولى التي حصلت على حق الترشح للبرلمان عام 1895. سُمح للنساء البيض فوق سن 21 عامًا في الولايات المتحدة بالتصويت في المناطق الغربية من وايومنغ منذ عام 1869 وفي يوتا منذ عام 1870. 

### ناشطة حق تصويت المرأة البريطانية
انتُخب جون ستيوارت ميل في عام 1865 للبرلمان على منصة تضمنت أصواتًا للنساء، ونشر مقالته استعباد النساء في عام 1869 لصالح المساواة بين الجنسين. شُكلت مجموعة جمعية كينسينغتون للمناقشة للنسائية أيضًا في عام 1865. شكل المجتمع بعد مناقشات حول موضوع حق النساء في التصويت لجنة لصياغة عريضة وجمع التوقيعات، والتي وافق ميل على تقديمها إلى البرلمان بمجرد جمع مئة توقيع. حضرت العالمة الهاوية ليديا بيكر في أكتوبر من عام 1866 اجتماعًا للجمعية الوطنية لتعزيز العلوم الاجتماعية عُقد في مانشستر، واستمعت إلى أحد منظمي العريضة، باربرا بوديتشون، التي قرأت ورقة بحثية بعنوان أسباب منح المرأة حق التصويت. أُلهمت بيكر للمساعدة في جمع التوقيعات حول مانشستر والانضمام إلى لجنة مانشستر المُشكلة حديثًا. قدم ميل العريضة إلى البرلمان في عام 1866، في الوقت الذي فيه جمع المؤيدون 1499 توقيعًا، بما في ذلك توقيع فلورانس نايتنجيل وهاريت مارتينو وجوزفين باتلر وماري سمرفيل.

كتبت بيكر في مارس من عام 1867 مقالًا للمجلة المعاصرة، والذي ذكرت فيه:
من المؤكد أنه لن يُنكر أن المرأة لديها، ويجب أن تكون لديها، آراء خاصة بها بشأن الموضوعات ذات الاهتمام العام، والأحداث التي تنشأ مع استمرار العالم في طريقه. ولكن إذا مُنحت المرأة حقًا، دون إهانة، في إبداء آراء سياسية، على أي أساس يمكن منع حق النساء في إعطاء نفس التعبير أو التأثير لآرائهن مقابل الحق الذي يتمتع به جيرانهن الذكور؟
قُدمت عريضتين إضافيتين إلى البرلمان في مايو من عام 1867، واقترح ميل أيضًا تعديل قانون الإصلاح لعام 1867 لمنح النساء نفس الحقوق السياسية التي يتمتع بها الرجال، ولكن جرى التعامل مع التعديل بسخرية وهزم بأغلبية 196 صوتًا مقابل 73.
شُكلت جمعية مانشستر لحق النساء في التصويت في يناير من عام 1867، عندما التقى جاكوب برايت، القس إس. إيه. ستينثال، والسيدة جلوين، وماكس كيلمان وإليزابيث ولستينهولمي في منزل الدكتور لويس بورشارد. أصبحت ليديا بيكر سكرتيرة للجمعية في فبراير من عام 1867، وكان الدكتور ريتشارد بانكهرست من أوائل أعضاء اللجنة التنفيذية في الجمعية. نظم بيكر حدث المناقشة في مانشستر عام 1874، وحضرته إيميلين غولدن البالغة من العمر 14 عامًا، والتي كانت ستصبح مدافعة قوية عن حقوق المرأة، وتزوجت فيما بعد من الدكتور بانكهرست، وعُرفت لاحقًا باسم إيميلين بانكهرست.
زار بيكر جزيرة مان خلال صيف عام 1880 للتحدث في خمسة اجتماعات عامة حول موضوع حق المرأة في الاقتراع، إذ كانت غالبية الحضور من النساء. غرست هذه الخطب لدى نساء مانكس عزمًا على ضمان الامتياز، ومُنحت النساء اللواتي امتلكن ممتلكات خاصة بهن في الجزيرة حق التصويت في 31 يناير من عام 1881.